# 도미닉 캘버트루인
도미닉 너새니얼 캘버트루인(영어: Dominic Nathaniel Calvert-Lewin, 1997년 3월 16일 ~ )은 잉글랜드의 축구 선수로 현재 리즈 유나이티드에서 스트라이커로 뛰고 있다.

## 클럽 경력
2005년부터 2014년까지 셰필드 유나이티드 유소년 팀에서 뛰었다. 2014년부터 2016년까지 셰필드 유나이티드에서 뛰었으며 스텔리브리지 셀틱(2014년 ~ 2015년), 노샘프턴 타운(2015년 ~ 2016년)으로 임대 이적한 경력을 갖고 있다. 2017년에는 에버턴으로 이적했다.

## 국가대표팀 경력
대한민국에서 열린 2017년 FIFA U-20 월드컵에서 2골을 기록했다. 특히 베네수엘라와의 결승전에서 결승골을 기록하면서 잉글랜드의 사상 첫 FIFA U-20 월드컵 우승에 공헌했다.